# Chůze na 10 km

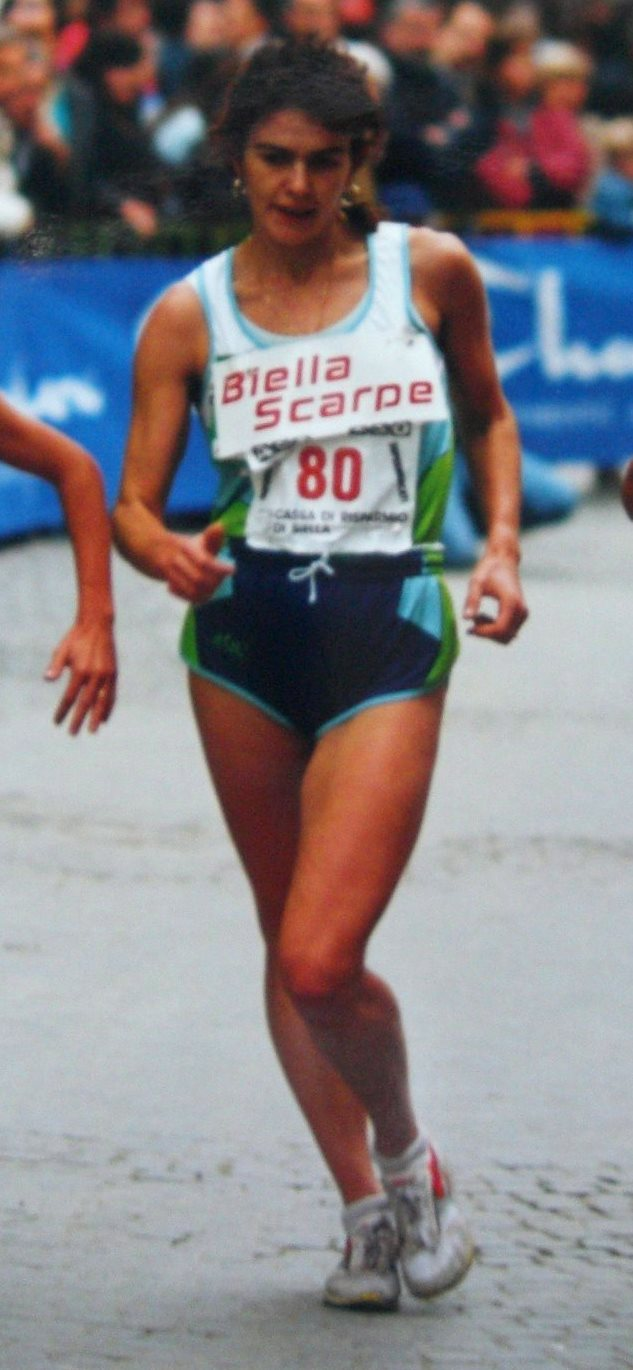
Elisabetta Perroneová (foto z roku 1993): italská atletka, která získala stříbrnou medaili na letních olympijských hrách 1996 v chůzi na 10 kilometrů (tato disciplína byla na programu her pouze v letech 1992 a 1996, byla nahrazena závody na 20 km).

Chůze na 10 km je atletická disciplína, ve které na silnici závodí muži i ženy. Při chůzi se jedna závodníkova noha musí vždy dotýkat země a stojná noha musí být napnutá, a ne pokrčená v koleni od okamžiku, kdy se dotkne země až do chvíle, kdy ji mine druhá noha. Chodci jsou trestáni za jakoukoliv nepovolenou techniku, například za tzv. „lifting“ – tj. když se ani jedna noha nedotýká země. Rozhodčí na trati hlásí přestupky proti pravidlům třem hlavním rozhodčím, kteří mohou narušitele napomenout tím, že mu ukážou žlutý terčík; za další porušení pravidel následuje červený terčík. Tři červené terčíky znamenají diskvalifikaci.

## Historie
V chůzi na 10 km se závodilo (pouze muži) na LOH 1912, 1920, 1924, 1948, 1952, a také (pouze ženy) na LOH 1992 a 1996. Dále již tato disciplína nebyla na letních olympiádách zařazena, ovšem v roce 1999 se změnila na 20km trať, která se vypisuje na některých mezinárodních soutěžích.

## Světové rekordy
28. května 2000 stanovil Roman Rasskazov z Ruska v Saransku nový světový rekord v chůzi na 10 km časem 37:11 min. Nejlepší ženský výkon všech dob drží Jelena Nikolajevová výkonem 41:04.
23. července 2014 v Eugene v USA na juniorském mistrovství světa překonala česká chodkyně Anežka Drahotová ženský juniorský světový rekord výkonem 42:47,25 min.

## Medailisté

### Olympijské hry

#### Muži
| Rok      | Zlato           | Stříbro           | Bronz             |
| LOH 1912 | George Goulding | Ernest Webb       | Fernando Altimani |
| LOH 1920 | Ugo Frigerio    | Joseph Pearman    | Charles Gunn      |
| LOH 1924 | Ugo Frigerio    | Gordon Goodwin    | Cecil McMaster    |
| LOH 1948 | John Mikaelsson | Ingemar Johansson | Fritz Schwab      |
| LOH 1952 | John Mikaelsson | Fritz Schwab      | Bruno Junk        |

#### Ženy
| Rok      | Zlato               | Stříbro               | Bronz         |
| LOH 1992 | Čchen Jüe-ling      | Jelena Nikolajevová   | Li Čchun-siou |
| LOH 1996 | Jelena Nikolajevová | Elisabetta Perroneová | Wang Jen      |

## Chůze na 10 000 m
Chůze na 10 000 metrů je lehkoatletická chodecká disciplína, která se odehrává na dráze. Závodníci musejí být stále jednou nohou v kontaktu s podkladem, jinak porušují pravidla. Závodní chůze na 10 000 metrů je jednou z nejkratších chodeckých tratí. Světový rekord mezi muži drží od roku 2008 Španěl Paquillo Fernández časem 37:53,09 minuty, mezi ženami pak Ruska Naděžda Rjaškinová časem 41:56,23 minuty (v roce 1990 ještě jako sovětská atletka).